# Nyugat-Közép-Európa
Nyugat-Közép-Európa Közép-Európa nyugati felét jelenti. Többféleképpen értelmezhető, de leginkább a német nyelvterülettel azonosítják. Kevésbé elterjedt elnevezés, mint a Kelet-Közép-Európa.

## Országai
Szűkebb értelmezésben:
- Ausztria
- Liechtenstein
- Németország
- Svájc

Tágabb értelemben Nyugat-Közép-Európához sorolható országok:
- Belgium (általában Nyugat-Európához sorolják)
- Csehország (általában Kelet-Közép-Európához sorolják, de bizonyos történelmi vonatkozások és földrajzi fekvése miatt Nyugat-Közép-Európához is sorolható)
- Hollandia (általában Nyugat-Európához sorolják)
- Luxemburg (általában Nyugat-Európához sorolják, de részben német nyelvű országként időnként Közép-Európa országai között is említik)
- Szlovénia (Közép-Európában belül hol Kelet-, hol Nyugat-Közép-Európához sorolják, illetve ritkábban Délkelet-Európa részeként is említik délszláv országként)

Részlegesen Nyugat-Közép-Európához sorolható országok:
- Franciaország (Elzász és Lotharingia egyes részei)
- Olaszország (Dél-Tirol, Trieszt és környéke)